# Лиг-Сити
Лиг-Сити (англ. League City) — город в штате Техас, входит в агломерацию Большой Хьюстон. Большая часть города находится в округе Галвестон, но часть относится к округу Харрис. Согласно данным переписи 2010 года население города составляло 83 560 человек, при переписи 2000 года, численность населения была 45 444 человека.
В Лиг-Сити находится несколько прибрежных курортов, таких как «South Shore Harbour Resort and Conference Center», яхт-клуб и марина «Уотерфорд-Харбор», популярные среди жителей соседнего Хьюстона.
Население города между 2000 и 2005 годами превзошло население административного центра округа Галвестона.

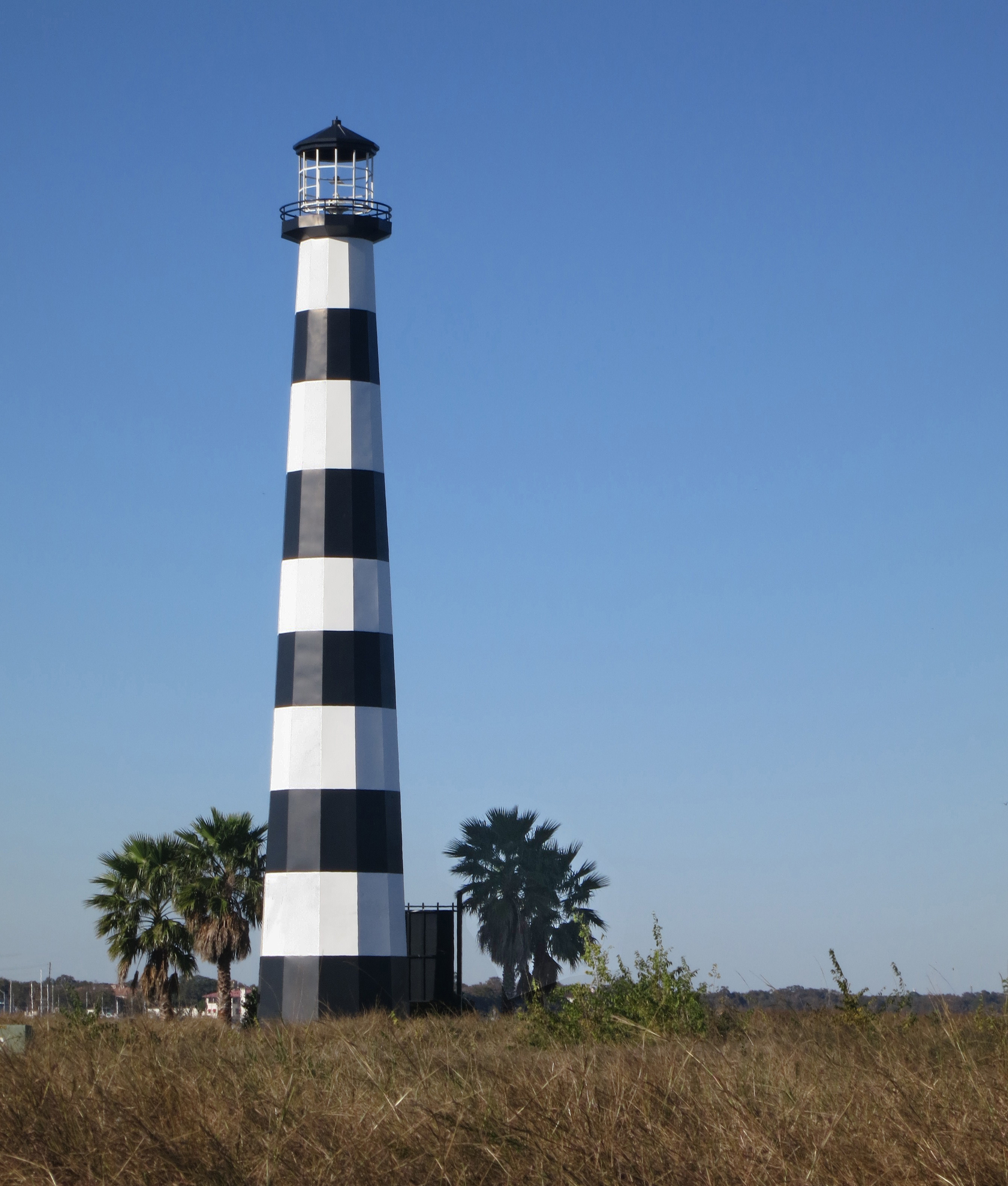
Декоративный маяк в гавани Южного берега

## История
Город Лиг-Сити был основан на месте бывшей деревни индийцев каранкава. Три семьи — Батлеры, Ковартс и Перкинсес — считаются основателями города. Первый житель города Джордж У. Батлер, прибыл из Луизианы в 1854 году и поселился на слиянии рек Клир-Крик и Чиггер-Байу. Область была известна как Ранчо Батлера или Чистый Ручей, пока Д. С. Лиг не приобрел часть земли вблизи. Д. С. Лиг основал город на железной дороге Галвестон, Хьюстон и Хендерсон, уже построенной в этом районе. Название города менялось несколько раз, чередуясь между Клир-крик и Нью-Лиг-сити. В итоге было выбрано название Лиг-Сити. В 1907 году город имел две железнодорожные платформы.
В 2000-х годах рост стоимости недвижимости в Галвестоне вынудил многие семьи переехать в другие пригороды, включая Лиг-сити. В июле 2013 года финансовый сайт NerdWallet назвал Лиг-Сити одним из лучших городов в Техасе для людей, ищущих работу.

## География

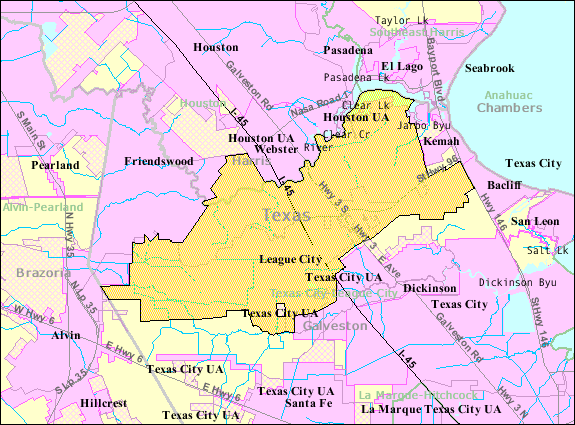
Карта Лиг-Сити

Город находится в 37 км к юго-востоку от Хьюстона и на таком же расстоянии к северо-западу от Галвестона. По данным Бюро переписи населения Соединенных Штатов, общая площадь города составляет 137,3 км², из которых 132,8 км² — это земля, а 4,4 км² это вода. Лиг-Сити находится на берегу Клир-Лейк в заливе Галвестона.

### Климат
Климат в этой области характеризуется жарким влажным летом и в целом мягкой и прохладной зимой. Согласно системе климатической классификации Кёппена, в Лиг-Сити влажный субтропический климат.

## Демография
По данным переписи 2010 года в городе насчитывалось 83 560 человек. Расовый состав города составлял 79,5 % белых жителей, 7,1 % афроамериканцев, 0,4 % коренных американцев, 5,4 % азиатов, 0,1 % жителей тихоокеанских островов, 4,7 % других рас.
В Лиг-Сити проживает 30 192 семьи, в 40,4 % из которых есть дети в возрасте до 18 лет. 60,3 % семей являются семейными парами, проживающими вместе, в 10,2 % семей женщины проживают без мужей, а 25,3 % не имеют семьи.
В городе 28,5 % населения в возрасте до 18 лет, 7,3 % с 18 до 24 лет, 31,6 % с 25 до 44 лет, 25,3 % с 45 до 64 лет и 7,3 % в возрасте 65 лет и старше. Средний возраст составляет 34,5 года. На каждые 100 женщин в Лиг-Сити приходилось 96,6 мужчин, при этом на 100 совершеннолетних женщин приходилось уже 94,4 мужчин сопоставимого возраста.
Согласно переписи 2007 года, средний доход семьи составлял 88 338 долларов. Средний доход мужчин составляет 52 366 долларов, женщин 34 301 доллар. Доход на душу населения в городе составляет 27 170 долларов. Около 3,6 % семей и 4,8 % населения находятся за чертой бедности, в том числе 4,9 % из них моложе 18 лет и 6,0 % тех, кто находится в возрасте 65 лет и старше.